# Sri Lankaanse roepie
De roepie is de munteenheid van Sri Lanka. Eén roepie is honderd cent.
De volgende munten worden gebruikt: 10, 25 en 50 cent en 1, 2, 5 en 10 roepie. Het papiergeld is beschikbaar in 10, 20, 50, 100, 200, 500, 1000, 2000 en 5000 roepie.